# 박연구
박연구(1934년 5월 19일 ~ 2003년 3월 7일)는 대한민국의 수필가, 문학평론가이다.

## 출생과 이력
1934년 전라남도 담양에서 박군봉, 전귀임의 6남 중 맏이로 출생했다. 광주고등학교를 졸업한 후 <신세계> 1963년 9월호 제 1회 신인작품 수필부문에 수필 <수집 취미>가 당선되어 등단하였으며, 범우사 편집 고문을 지냈고, 계간 <에세이문학> 발행인 겸 편집인을 지냈다. 수필집 `사랑의 발견'으로 한국수필문학진흥회 제정 제5회 `현대수필문학상'을, 수필집 `바보네 가게'로 한국수필가협회 제정 제9회 `한국수필문학상'을 각각 수상했다.또한 그는 한국 수필문학진흥회 회장, 에세이 문학 대표로서 활동하였다.

## 작품과 수상경력
수필집으로는 <바보네 가게>, <어항 속의 도시>, <환상의 끝>, <속담 에세이>, <매원수필>, <초상화> 등 다수의 작품이 있는데, <초상화>의 경우는 2001년 사단법인 한국문인협회에서 수여하는 한국문학상 한국문학상을 받았다.

## 업적
박연구 선생은 수필가라는 이름에 걸맞게 한국 사회에서 수필이 문학의 한 장르로 자리매김하는데 크게 공헌하였다. 대표적으로 1970년대에 뜻을 같이하는 다른 수필가들과 현대수필동인회를 주간하여 <현대수필>을 5집까지 출판하였고, 이는 한국 수필문학의 밑바탕으로 작용하였다. 특히 우리 나라 최초의 수필문고인 <범우 에세이 문고> 전 120권을 기획 및 편집하여 완간한 것과 <한국수필문학대전집> 전 20권의 편집을 맡아 발간한 것은 수필문학의 위상 제고와 더불어 수필문학사에 한 획을 그은 위대한 업적이라 할 수 있다.

## 참조
1. ↑  http://blog.joinsmsn.com/media/folderlistslide.asp?uid=journal9&folder=9&list_id=4193956%5B깨진+링크(과거+내용+찾기)%5D
2. ↑  http://book.naver.com/bookdb/book_detail.nhn?bid=1281442%5B%5D